# Sonate pour violon et piano no 9 de Beethoven
Pour les articles homonymes, voir Sonate pour violon et piano.
La Sonate pour piano et violon no 9 en la majeur de Ludwig van Beethoven, op. 47, est une sonate pour piano et violon  en trois mouvements composée entre 1802 et 1803, et publiée en 1805 avec une dédicace au violoniste français Rodolphe Kreutzer, d'où sa fameuse appellation de Sonate à Kreutzer.
Il s'agit de la plus célèbre sonate pour piano et violon de Beethoven. C'est aussi la plus longue (40 minutes environ) et la plus difficile dans sa partie violonistique.

## Histoire de l'œuvre

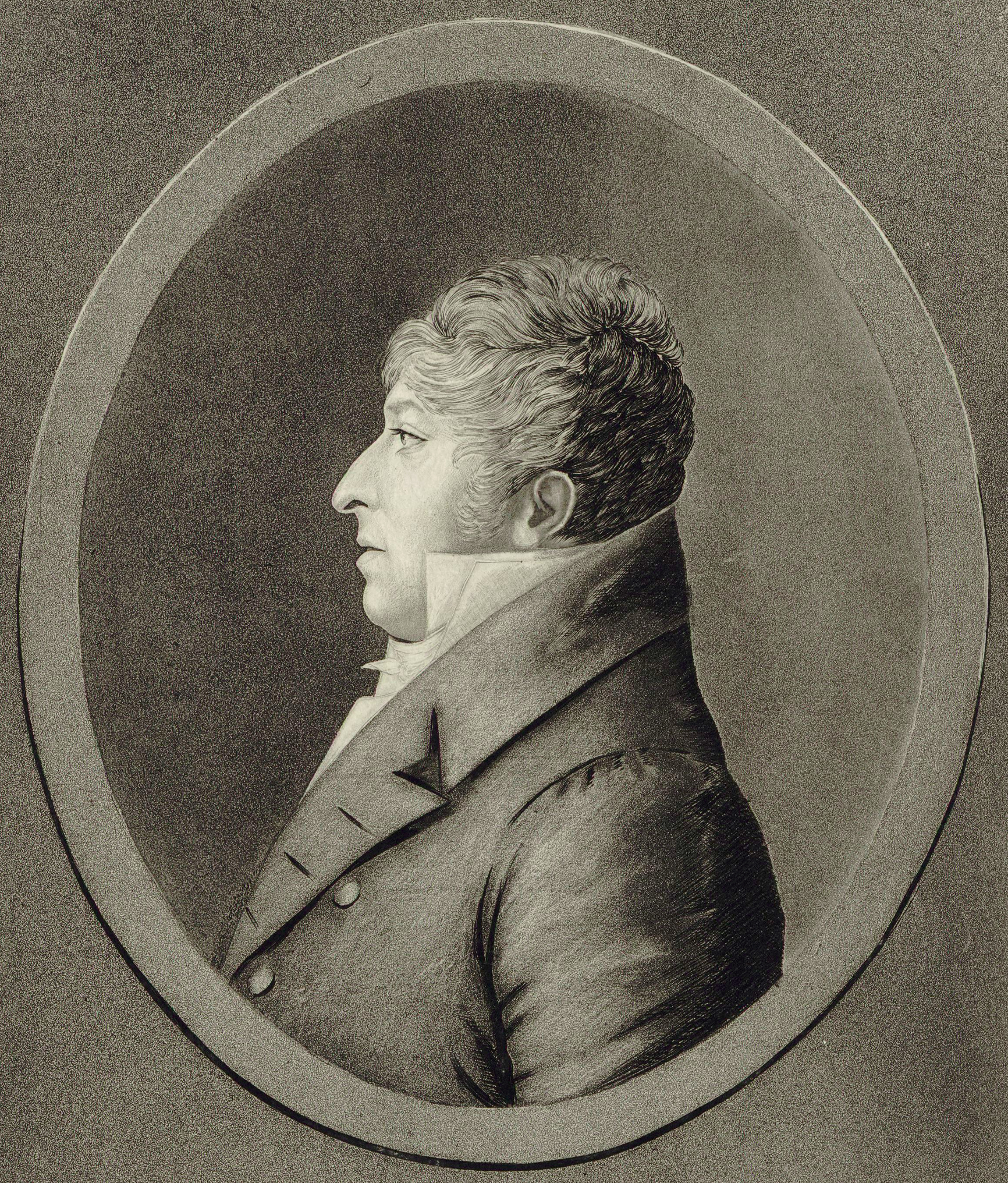
Rodolphe Kreutzer

La Sonate pour piano et violon no 9 est une œuvre de la seconde période créatrice de Beethoven. Sa composition fut contemporaine de celle de la Symphonie Héroïque.
Selon toute vraisemblance la sonate était d'abord dédiée au violoniste George Bridgetower, (1778–1860), qui avait créé l'œuvre à Vienne (Autriche) avec Beethoven au piano le 24 mai 1803. Mais à la suite d'une querelle, Beethoven aurait changé la dédicace qui serait finalement allée à Kreutzer, que le compositeur avait connu en 1798 à l'ambassade de France et qu'il tenait en très haute estime. Comble de l'ironie, Kreutzer refusa toujours de jouer la sonate qu'il considérait « inintelligible » pour le public.
L'accueil des critiques fut très réservé, l’Allgemeine musikalische Zeitung considérant que Beethoven y avait « poussé le souci de l'originalité jusqu'au grotesque » et qu'il se montrait adepte d'un « terrorisme artistique ». Il s'agit aujourd'hui d'une des sonates pour violon les plus populaires et les plus jouées du répertoire.

## Structure
L'œuvre se compose de trois mouvements :
1. Adagio sostenuto (à 
 en la majeur),  - Presto (mesure 19, à , en la mineur, ayant la forme sonate, 599 mesures, durée : environ 15 minutes) ;
2. Andante con Variazioni (à 
, en fa majeur, en forme de variations, avec la troisième variation en fa mineur, 101 mesures, durée : environ 18 minutes) ;
3. Presto (à 
, en la majeur, ayant la forme sonate, 539 mesures, durée : environ 10 minutes).

Le premier mouvement est introduit adagio dans le ton de la majeur par le violon. Après l'entrée du piano et un passage en mineur commence un presto véhément, charpente de ce mouvement qui se termine sur une coda énergique après un bref rappel du thème de l'adagio.
Le contraste est saisissant avec la douceur du second mouvement, superbes et amples variations dans le ton de fa majeur.
Le calme est soudain rompu par l'entrée du troisième mouvement, morceau virtuose et exubérant en forme de tarentelle, composé à l'origine pour la Sonate pour violon et piano op. 30 no 1, et qui s'achève dans une course effrénée, comme par épuisement des deux instruments.
Rares sont les sonates en duo où la dualité des instruments est autant mise en relief : le compositeur déclarait avoir écrit cette sonate dans le style d'un concerto et Chantavoine décrivit le premier et le troisième mouvements comme « un véritable corps à corps des deux instruments ».

## Influence artistique

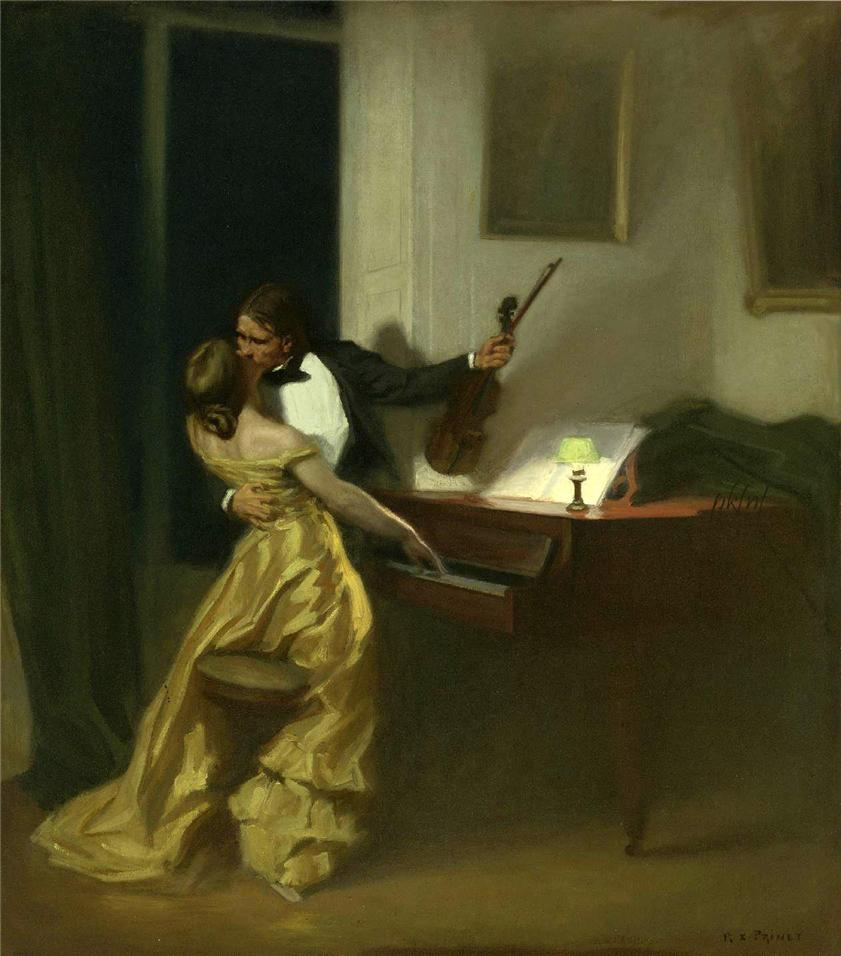
La Sonate à Kreutzer, huile de René-Xavier Prinet datée de 1901.

- Léon Tolstoï a donné le nom de Sonate à Kreutzer (Крейцерова соната) à une nouvelle publiée en 1891.
- En 1914, Vladimir Gardine a dirigé un film, tiré de la nouvelle de Tolstoï, intitulé La Sonate à Kreutzer.
- René-Xavier Prinet, violoniste et peintre français, créa deux versions d'une peinture intitulée La Sonate à Kreutzer, la première desquelles est dédiée à la mémoire de Rodolphe Kreutzer (1898). La seconde est datée de 1901.
- Leoš Janáček intitula son premier quatuor à cordes Kreutzer en 1923.

### Enregistrements notables
La version historique enregistrée par Alfred Cortot et Jacques Thibaud en 1929, ainsi que celle par Clara Haskil et Arthur Grumiaux en 1957 font toujours figure de référence. Mais parmi de nombreuses autres grandes versions, il ne faut pas omettre celle de Wilhelm Kempff et Yehudi Menuhin en 1970 (DG), les différents enregistrements par Nathan Milstein ou encore David Oïstrakh. Plus récemment, l'enregistrement de cette œuvre par Martha Argerich au piano et Gidon Kremer au violon chez DG en 1995 a reçu les louanges de la critique.

### Transcription pour quintette à deux violoncelles
Cette transcription pour deux violons, alto et deux violoncelles, qui est de Beethoven lui-même, mériterait d'être plus connue.